# Hate Them
A Hate Them a norvég black metal együttes Darkthrone kilencedik nagylemeze. 2003. március 10-én jelent meg a Moonfog Productions kiadó által. Úgy, mint a következő albumon, a Sardonic Wrathon a Hate Them tartalmaz egy elektronikus introt és outrot, amit Lars Sørensen készített. 2012-ben az album újra ki lett adva a Peaceville Records által, egy bónusz CD-vel, ami egy kommentárt tartalmaz a zenekar tagjaitól.

## Számlista
Az összes dalszöveg szerzője Fenriz. 
| #  | Cím                             | Hossz |
| -- | ------------------------------- | ----- |
| 1. | Rust                            | 6:45  |
| 2. | Det svartner nå                 | 5:37  |
| 3. | Fucked Up and Ready to Die      | 3:44  |
| 4. | Ytterst i livet                 | 5:25  |
| 5. | Divided We Stand                | 5:18  |
| 6. | Striving for a Piece of Lucifer | 5:31  |
| 7. | In Honour of Thy Name           | 6:27  |

## Közreműködők
- Fenriz – dob, ritmusgitár, basszusgitár
- Nocturno Culto – szólógitár, basszusgitár, ének

## Fordítás
Ez a szócikk részben vagy egészben  a   Hate Them című angol Wikipédia-szócikk fordításán alapul.  Az eredeti cikk szerkesztőit annak laptörténete sorolja fel. Ez a jelzés csupán a megfogalmazás eredetét és a szerzői jogokat jelzi, nem szolgál a cikkben szereplő információk forrásmegjelöléseként.